# Melanagromyza spenceriana
Melanagromyza spenceriana este o specie de muște din genul Melanagromyza, familia Agromyzidae, descrisă de Zlobin în anul 2001.
Este endemică în Kenya. Conform Catalogue of Life specia Melanagromyza spenceriana nu are subspecii cunoscute.